# 瑞穂町 (長崎県)
瑞穂町（みずほちょう）は、長崎県の島原半島にあった町で、南高来郡に属していた。
2005年10月11日に周辺6町と新設合併し、雲仙市として市制を施行したため，自治体としては消滅した。

## 地理
島原半島の北部に位置する。
- 山：吾妻岳、大峯
- 河川：西郷川、伊古牟田川、杉峰川、竹下川、前田川、松江川、権現川、舟津川
- 港湾：西郷港

## 歴史
- 1889年（明治22年）4月1日 - 町村制施行により、南高来郡のうち後の町域にあたる以下の自治体が発足。
  - 古部村（単独村制）
  - 伊福村（単独村制）
  - 西郷村（西郷村・伊古村が合併）
- 1926年（大正15年）7月1日 - 古部村と伊福村が新設合併し、大正村が発足[1]。
- 1956年（昭和31年）9月25日 - 大正村と西郷村が新設合併し、瑞穂村が発足。
- 1969年（昭和44年）4月1日 - 瑞穂村が町制施行。瑞穂町となる。
- 2005年（平成17年）10月11日 - 国見町、吾妻町、愛野町、千々石町、小浜町、南串山町と合併し市制施行。雲仙市が発足し、瑞穂町は自治体として消滅。

## 地域

### 地名
名を行政区域とする。大字は設置していないが、名の名称に旧自治体名（西郷・伊福・古部）をそれぞれ冠する。
なお、瑞穂町では名の名称を十干に置き換えて表記する。
旧西郷村
- 西郷甲 / 栗林名
- 西郷乙 / 馬場名
- 西郷丙 / 古賀口名
- 西郷丁 / 木場名
- 西郷戊 / 杉峰名
- 西郷己 / 古江名
- 西郷庚 / 船津名
- 西郷辛 / 伊古名

旧大正村
旧伊福村
- 伊福甲 / 大川名
- 伊福乙 / 高田名

旧古部村
- 古部甲 / 岡名
- 古部乙 / 夏峰名

## 行政
- 町長 ： 斉藤正次（2005年2月20日就任、第1期）

### 教育

#### 中学校
- 瑞穂町立瑞穂中学校

#### 小学校
- 瑞穂町立西郷小学校
- 瑞穂町立岩戸小学校
- 瑞穂町立大正小学校

## 交通
最寄り空港は長崎空港。

### 鉄道
- 島原鉄道
  - 古部駅 - 大正駅 - 西郷駅

中心駅は西郷駅。

### バス路線

#### 一般路線バス
- 島原鉄道バス
- 長崎県交通局（長崎県営バス）

### 道路
- 高速道路の最寄りインターチェンジは長崎自動車道諫早インターチェンジ。

国道
- 国道251号

主要地方道
- 長崎県道58号愛野島原線

## 名所・旧跡・観光スポット・祭事・催事
- みずほの森公園
- 千年の湯
- モーモーフェスティバル
- ジャンボかぼちゃ大会